# Фотоискусство
Фотоискусство — вид изобразительного искусства, основанный на использовании выразительных возможностей фотографии. Относится к изящным искусствам.
Исторически, фотография прошла путь от технического средства фиксации действительности к признанному виду искусства. С конца XIX века развиваются художественные направления, сосредоточенные на собственно фотографических средствах выражения. К середине XX века фотоискусство получило институциональное признание, а во второй половине века уже само начало оказывать влияние на другие виды искусства.
В XXI веке художественная фотография развивается в условиях цифровой культуры, визуальной избыточности и переосмысления роли изображения. Современные фотографы используют разнообразные стратегии — от инсценировки и нарратива до работы с архивами, материалами и алгоритмами, — исследуя границы между реальностью, репрезентацией и медиа-средой. Фотография перестаёт быть лишь средством фиксации и всё чаще выступает как форма критического высказывания, анализа и визуального мышления.
Определения фотоискусства в справочной и научной литературе заметно различаются. Одни источники подчёркивают его связь с личным восприятием и творческим замыслом, другие рассматривают как форму художественного высказывания, выросшую из традиции живописи и фотоклубов. В академической среде фотоискусство всё чаще описывается как самостоятельная культурная практика со своей историей, выразительными средствами и идеями.

## История
Пионеры фотографии использовали её в основном как средство воспроизведения природы, а не искусство, в том числе, в связи со слишком долгой выдержкой, затруднявшей съёмку человека.
По оценке историка фотографии Хельмута Герншейма, самым ранним представителем фотографии как изящного искусства (композиционной фотографии) был Джон Эдвин Мейалл, британский даггеротипист американского происхождения, чьи работы 1851 года иллюстрировали молитву «Отче наш». С 1850-х годов отмечались дискуссии о роли фотографии среди искусств.
Во второй половине XIX века отмечается стремление к подражанию живописи (пикториализм). Развитие фотоискусства в этот период связано с жанром фотопортрета, в первую очередь студийного, следовавшего традиции парадного живописного портрета. Большинство авторов, развивавших фотоискусство в этот период, были бывшими художниками; остальные также часто принадлежали к миру искусства. Стремясь обособить себя от коммерческой и бытовой фотографии, авторы объединялись в фотоклубы, организовывали галереи и выставки художественной фотографии, стали выпускать периодические издания.
К началу XX века усилился интерес к собственно фотографическим средствам выражения — композиции, свету, фактуре, тональной проработке. Фотоискусство переживает подъём; развиваются различные направления, включая авангардистские течения. Американские организации, такие как Aperture Foundation и нью-йоркский Музей современного искусства (MoMA), много сделали для того, чтобы фотография оставалась в авангарде изобразительного искусства. В 1940 году в структуре MoMA был создан отдел фотографии, куратором которого был назначен Бомонт Ньюхолл; этот момент частно считается институциональным подтверждением статуса фотографии как части искусства.
В первой половине XX века, благодаря развитию фототехники и журналистики, широко распространилась документальная фотография. Её известная разновидность — фоторепортаж — стал одним из главных жанров идеологической пропаганды. Отражение в фоторепортаже личного отношения авторов и использование постановочных элементов подняло вопросы об этике репрезентации и правде изображения.
Во второй половине XX века фотоискусство окончательно вошло в круг изобразительных искусств. Фотография стала важным выразительным средством современного искусства (а иногда и составной частью мультимедийных произведений). Фотоискусство сблизилось с концептуальным искусством, поп-артом и другими направлениями, и само начало оказывать влияние на другие виды искусства (фотореализм).

## Современность
По мнению доктора Даниэля Рубинштейна, в XXI веке на смену миру, построенному на репрезентации (в политике, науке и культуре), приходят цифровые и алгоритмические формы обработки информации, не опирающиеся на визуальные и рациональные категории, характерные для индустриальной эпохи. В связи с тем, что визуальный порядок эпохи модерна — с его перспективой и наблюдением — уступает место невидимым процессам вычислений и анализа данных, по оценке Рубинштейна, фотография больше не может служить инструментом раскрытия реальности, поскольку сама стала частью технологического и репликативного механизма. Таким образом, по мнению учёного, фотография в XXI веке перестаёт быть средством репрезентации, становясь инструментом познания и исследования.
Ряд современных авторов используют инсценировку, перформанс и театральные методы для создания образов, которые бросают вызов понятию «документальной достоверности». Такие художники, как Синди Шерман и Джефф Уолл, работают на стыке фотографии и визуального искусства, создавая тщательно сконструированные сцены с символическим и культурным подтекстом. Эти работы не фиксируют реальность, а ставят под сомнение саму природу изображения и его художественный статус.
Другим направлением являются сериальные или единичные работы с выраженной нарративной структурой. В отличие от документалистики, эти изображения напоминают кинематографические сцены, часто оставаясь двусмысленными и открытыми к интерпретации. Такие авторы, как Грегори Крюдсон, Филип-Лорка Ди Корсия и Ханна Старки, используют свет, композицию и актёров для создания визуальных ситуаций, в которых предполагается скрытый сюжет или психологическая драма.
Некоторые фотографы используют сдержанную, «невовлечённую» манеру съёмки, лишённую эмоционального комментария. Эта стратегия подчёркивает дистанцию между автором и объектом и часто применяется при изображении архитектуры, интерьеров, людей или ландшафтов. Авторы, такие как Андреас Гурски, Ринеке Дейкстра и Томас Руфф, стремятся к объективности, ясной композиции и максимальной чёткости, сохраняя при этом художественную многозначность изображения.
Ряд авторов сосредотачивается на изображении повседневных объектов, интерьеров и пространств, лишённых очевидной значимости. Такие изображения фиксируют то, что обычно оказывается вне поля внимания, и акцентируют внимание на форме, композиции и атмосфере. В работах авторов, таких как Вольфганг Тильманс и Питер Фрейзер, обыденное поэтизируется, а граница между «чем-то» и «ничем» становится условной.
Другое направление обращается к темам личной и семейной жизни, создавая откровенные, автобиографические и часто уязвимые изображения. В центре таких работ — тело, дом, отношения, идентичность и опыт, связанный с сексуальностью, зависимостью или травмой. Авторы, такие как Нан Голдин, Ларри Кларк и Ричард Биллингем, используют документальные стратегии, но при этом фокусируются на собственном окружении, превращая повседневные сцены в эмоционально насыщенные и социально значимые высказывания.
Современные фотохудожники иногда используют фотографию для осмысления политических событий, исторической памяти и социальных конфликтов. Их работы часто формально напоминают документальную фотографию, но включают в себя элементы инсценировки, архивной практики или символического высказывания. Такие авторы, как Ширин Нешат, Алан Секула и Бруно Барби, исследуют, как фотография может не только фиксировать события, но и критически анализировать структуры власти, идентичности и репрезентации.
Также распространена работа с уже существующими изображениями, в частности, обращение к архивам, найденным фотографиям и визуальному наследию. При этом прошлое переосмысливается через подбор, ремикс, интервенцию и реконфигурацию, ставя под сомнение оригинальность, авторство и достоверность. Такие художники, как Трейси Моффат и Кен Аппельгрен, используют стратегии цитирования и коллажа, превращая старые изображения в новые критические или личные высказывания.
Существует направление, акцентирующее внимание на физическом аспекте фотоизображения, экспериментируя с материалами, поверхностями и процессами печати. Интерес авторов этого направления сосредоточен не столько на изображённом объекте, сколько на самом объекте изображения — отпечатке, эмульсии, текстуре. Такие фотохудожники, как Эллен Кэри, Марк Куинн и Вале́ри Белин, превращают фотографию в пространственную, тактильную и зачастую скульптурную форму, размывая границы между фотографией, живописью и инсталляцией.

Некоторые авторы обращаются к самой природе фотографического изображения, исследуя, что делает изображение «фотографией» в эпоху цифровых технологий и массовой визуальности. Их практика связана с рефлексией над тем, как фотография воспринимается, распространяется и функционирует в культуре, включая влияние интернета, архивов и алгоритмов. Такие художники, как Пенелопа Умбрико, Эрик Кессельс и Томас Руфф, используют цифровые базы данных, найденные изображения и переработку чужих фотографий, чтобы выявить новые формы визуального мышления и определить место фотографии в постфотографическом мире.
- Без названия. Фотограф Даниель Антунеш
- «Победитель», фотограф Андриус Петручениа
- «Берёзы», фотограф Мартин Ворел

## Понятие и особенности
Определения фотоискусства и художественной фотографии, встречающиеся в справочной литературе и научных статьях, широко варьируются.

### В справочниках
Энциклопедия фотографии, составленная Фредом, Глорией и Тимоти МакДэрра, даёт следующее определение художественной фотографии: «фотография, созданная как предмет искусства — то есть отражающая эмоции и восприятие художника, разделяющая их с другими (зрителями)». Иллюстрированный словарь современной фотографии Барбары Линч-Джонт и Мишель Перкинс определяет изобразительное фотоискусство (художественную фотографию) как «создание изображений для воплощения творческого замысла фотографа». Словарь современной фотографии Лесли Стробела и Холиса Тодда называет понятие художественной фотографии «эвфемизмом для фотографии в стиле ню».

### В научных статьях
Ричард Кристоферсон в двух статьях, опубликованных в 1974 году, определил фотохудожника как «человека, создающего и распространяющего фотографии как искусство».
Дона Шварц связывает изобразительное фотоискусство с традицией, заложенной фотоклубами, и с другими изобразительными средствами, такими как живопись. По оценке учёной, оно следует своей собственной истории и традициям, не стремясь повторять достижения своих предшественников, обладает своей собственной лексикой и «выражает идеи» (например, демонстрируя содержание через форму).

### Различимость авторства
Теоретики фотографии отмечают, что от других искусств её отличает второстепенное значение стиля по сравнению с тем, что именно изображено, и тем самым — ослабленная авторская индивидуальность: «Многие опубликованные фотографии выдающихся мастеров, кажется, могли бы быть сделаны другим талантливым профессионалом того же периода».

### На русском языке
- Беньямин, Вальтер. Краткая история фотографии. — М.: Ad Marginem, 2013. — 144 с. — ISBN 978-5-91103-146-6.
- Васильева Е. В. Фотография и феноменология трагического: идея должного и фигура ответственности // Культурология и искусствоведение. — 2023. — № 2. — С. 51–66.
- Сонтаг, Сьюзен. О фотографии. — М.: Ad Marginem, 2013. — 224 с. — ISBN 978-5-91103-136-7.

### На английском языке
- Christopherson, Richard W. From Folk Art to Fine Art: A Transformation in the Meaning of Photographic Work (англ.) // Urban Life and Culture. — 1974. — July (vol. 3, no. 2). — P. 123–157. — doi:10.1177/089124167400300201.
- Christopherson, Richard W. Making Art With Machines: Photography’s Institutional Inadequacies (англ.) // Urban Life and Culture. — 1974. — April (vol. 3, no. 1). — P. 3–34. — doi:10.1177/089124167400300101.
- Cotton, Charlotte. The Photograph as Contemporary Art (англ.). — London: Thames & Hudson, 2020. — ISBN 978-0-500-20448-1.
- Gernsheim, Helmut[англ.]. Creative Photography: Aesthetic Trends 1839–1960 (англ.). — London: Faber and Faber, 1962. — 244 p.
- Lynch-Johnt, Barbara; Perkins, Michelle. Illustrated Dictionary of Photography: The Professional’s Guide to Terms and Techniques (англ.). — Buffalo, NY: Amherst Media, 2008. — ISBN 978-1-58428-222-8.
- McDarrah, Fred W.[англ.]; McDarrah, Gloria S.; McDarrah, Timothy S.[англ.]. The Photography Encyclopedia (англ.). — New York: Schirmer Books, 1999. — 689 p. — ISBN 978-0-02-865025-8.
- Phillips, Christopher. The Judgment Seat of Photography (англ.) // October. — MIT Press, 1982. — September (no. 22). — P. 27–63. — doi:10.2307/778362. — JSTOR 778362.
- Rubinstein, Daniel. What is 21st Century Photography? (англ.) // The Photographers' Gallery[англ.]. — 2015. — 29 June.
- Schwartz, Dona. Camera Clubs and Fine Art Photography: The Social Construction of an Elite Code (англ.) // Urban Life. — 1986. — July (vol. 15, no. 2). — P. 165–195. — doi:10.1177/089124168601500202.
- Stroebel, Leslie; Todd, Hollis N. Dictionary of Contemporary Photography (англ.). — Dobbs Ferry, N.Y.: Morgan & Morgan, 1974. — 262 p.